# Alexij (Muljar)
Alexij (světským jménem: Olexandr Petrovyč Muljar; * 4. listopadu 1976, Luck) je ukrajinský duchovní Ruské pravoslavné církve a biskup sajanský a nižněudinský.

## Život
Narodil se 4. listopadu 1976 v Lucku v rodině kněze. Od dětství pomáhal v chrámě svému otci, který byl mitroforní protojerej. Byl hypodiakonem arcibiskupa volyňského Varlaama (Iljuščenka) a Varfolomije (Vaščuka). Roku 1994 dokončil střední školu v Lucku.
V letech 1994–1998 studoval na Moskevském duchovním semináři a roku 1998 byl rektorem Moskevské duchovní akademie a semináře biskupem verejským Jevgenijem (Rešetnikovem) určen za čtece.
Roku 1998 nastoupil na dálkové studium Kyjevské duchovní akademie, kterou dokončil roku 2002. Název diplomové práce zněl "Šíření křesťanství v Evropě, Africe a Asii v 1.-3. století".
V 2002–2004 byl zpěvákem chrámového sboru a hypodiakonem v Kyjevě.
Roku 2004 vstoupil do Ipatěvského monastýru v Kostromě. Zde vykonával službu pokladníka. Dne 2. dubna 2005 byl s požehnáním arcibiskupa kostromského a galičského Alexandra (Mogiljovema) postřižen představeným monastýru archimandritou Ioannem (Pavlichinem) na monacha se jménem Alexij na počest svatého Alexije Kyjevského.
Dne 10. dubna 2005 byl arcibiskupem Alexandrem rukopoložen na hierodiakona a 12. dubna na jeromonacha.
Roku 2010 byl povýšen na igumena.
Dne 19. října 2011 přešel do kléru magadanské eparchie. Dne 6. listopadu se stal představeným katedrálního chrámu Svaté Trojice v Magadanu a pokladníkem eparchie.
Dne 2. října 2013 byl Svatým synodem zvolen biskupem sajanským a nižněudinským. Dne 6. října byl povýšen na archimandritu. Dne 1. listopadu byl v chrámu Patriarchální rezidence v Čistém pěreulku oficiálně jmenován biskupem. a 2. prosince proběhla v chrámu Krista Spasitele v Moskvě jeho biskupská chirotonie. Světiteli byli patriarcha moskevský Kirill, metropolita saranský a mordovský Varsonofij (Sudakov), metropolita tverský a kašinský Viktor (Olijnyk), metropolita ovručský a korosteňský Vissarion (Stretovyč), metropolita vyšhorodský a černobylský Pavlo (Lebiď), arcibiskup istrijský Arsenij (Jepifanov), arcibiskup vologodský a velikousťugský Maximilian (Lazarenko), arcibiskup sergijevo-posadský Feognost (Guzikov), biskup Serafym (Zaliznyckyj), biskup krasnogorský Irinarch (Grezin), biskup dmitrovský Feofilakt (Moisejev), biskup moravičský Antonije (Pantelič) (Srbská pravoslavná církev), biskup makijivský Varnava (Filatov), biskup solněčnogorský Sergij (Čašin), biskup roveňkovský a biskup sverdlovský Pantelejmon (Povoroznjuk), biskup orechovo-zujevský Panteleimon (Šatov), biskup voskresenský Savva (Michejev), biskup magadanský a siněgorský Ioann (Pavlichin) a biskup bratský a usť-ilimský Maximilian (Kljujev).